# Loco (Coal Chamber)
Loco è un singolo del gruppo statunitense Coal Chamber, estratto dall'omonimo album pubblicato nel 1997.

## Video musicale
Il video, girato nell'ottobre del 1997, vede la partecipazione di uno spaventoso gelataio (lo stesso della copertina dell'album) erroneamente scambiato per Ozzy Osbourne, per via di una vaga somiglianza tra i due, ma si tratta solo di un amico della band e di Dez Fafara.

## Formazione
- Dez Fafara - voce
- Miguel Rascon - chitarra
- Rayna Foss Rose - basso
- Mike Cox - batteria